# Pseudocella gracilis
Pseudocella gracilis är en rundmaskart som beskrevs av Platonova 1967. Pseudocella gracilis ingår i släktet Pseudocella och familjen Leptosomatidae. Inga underarter finns listade i Catalogue of Life.